# Hypsophila alpina
Hypsophila alpina là một loài bướm đêm trong họ Noctuidae.